# Учкуевка

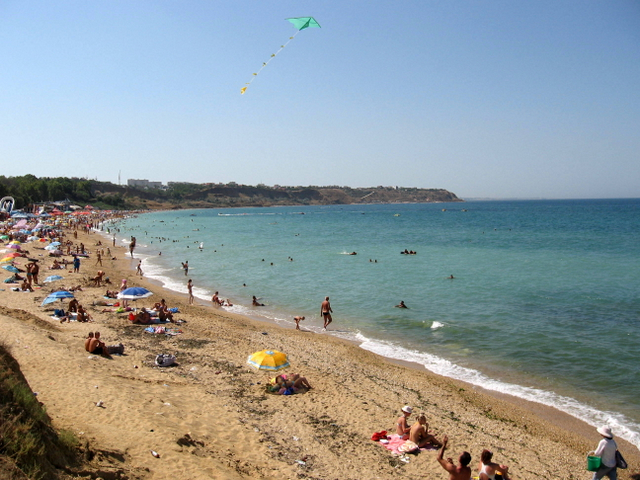
Пляж в Учкуевке.

Учку́евка (ранее Учкую́, Уч-Кую́; укр. Учкуєвка, крымскотат. Üç Quyu, Учь Къую) — упразднённое селение (посёлок) в Нахимовском районе Севастопольского горсовета, сейчас — бытующее название местности на берегу Чёрного моря на Северной стороне Севастополя.

## История
По мнению историков, Уч-кую в средние века входил в вотчину расположенного на южных обрывах, у устья Бельбекской долины, феодального укрепления, известного под условным названием Бельбек — самого западного владения Мангупского княжества. После разгрома княжества османами в 1475 году Бельбек перешёл под власть Османской империи и административно был включён в состав Мангупского кадылыка Кефинского санджака, а, впоследствии, эялета. Первое документальное упоминание селения встречается в «Османском реестре земельных владений Южного Крыма 1680-х годов», согласно которому в 1686 году (1097 год хиджры) Учкуйу входил в Мангупский кадылык эялета Кефе. Всего упомянуто 26 землевладельцев (все мусульмане), владевших 483,5 дёнюмами земли. После обретением ханством независимости по Кючук-Кайнарджийскому мирному договору 1774 года «повелительным актом» Шагин-Гирея 1775 года селение было включено в Крымское ханство в состав Бакчи-сарайского каймаканства Мангупскаго кадылыка, что зафиксировано (как Учкюю) и в Камеральном Описании Крыма 1784 года.
После присоединения Крыма к России (8) 19 апреля 1783 года, (8) 19 февраля 1784 года, именным указом Екатерины II сенату, на территории бывшего Крымского Ханства была образована Таврическая область и деревня была приписана к Симферопольскому уезду. После Павловских реформ, с 1796 по 1802 год, входила в Акмечетский уезд Новороссийской губернии. По новому административному делению, после создания 8 (20) октября 1802 года Таврической губернии, Учкую был включён в состав Чоргунской волости Симферопольского уезда.
По Ведомости о всех селениях в Симферопольском уезде состоящих с показанием в которой волости сколько числом дворов и душ… от 9 октября 1805 года, в деревне Учкуй числилось 24 двора и 110 жителей, исключительно крымских татар, а земля принадлежала адмиралу Ушакову. На военно-топографической карте генерал-майора Мухина 1817 года в деревне 20 дворов. После реформы волостного деления 1829 года Уч-Кую, согласно «Ведомости о казённых волостях Таврической губернии 1829 г», включили в состав Дуванкойской волости (преобразованной из Чоргунской). На карте 1836 года в деревне Учкуй 23 двора, как и на карте 1842 года.

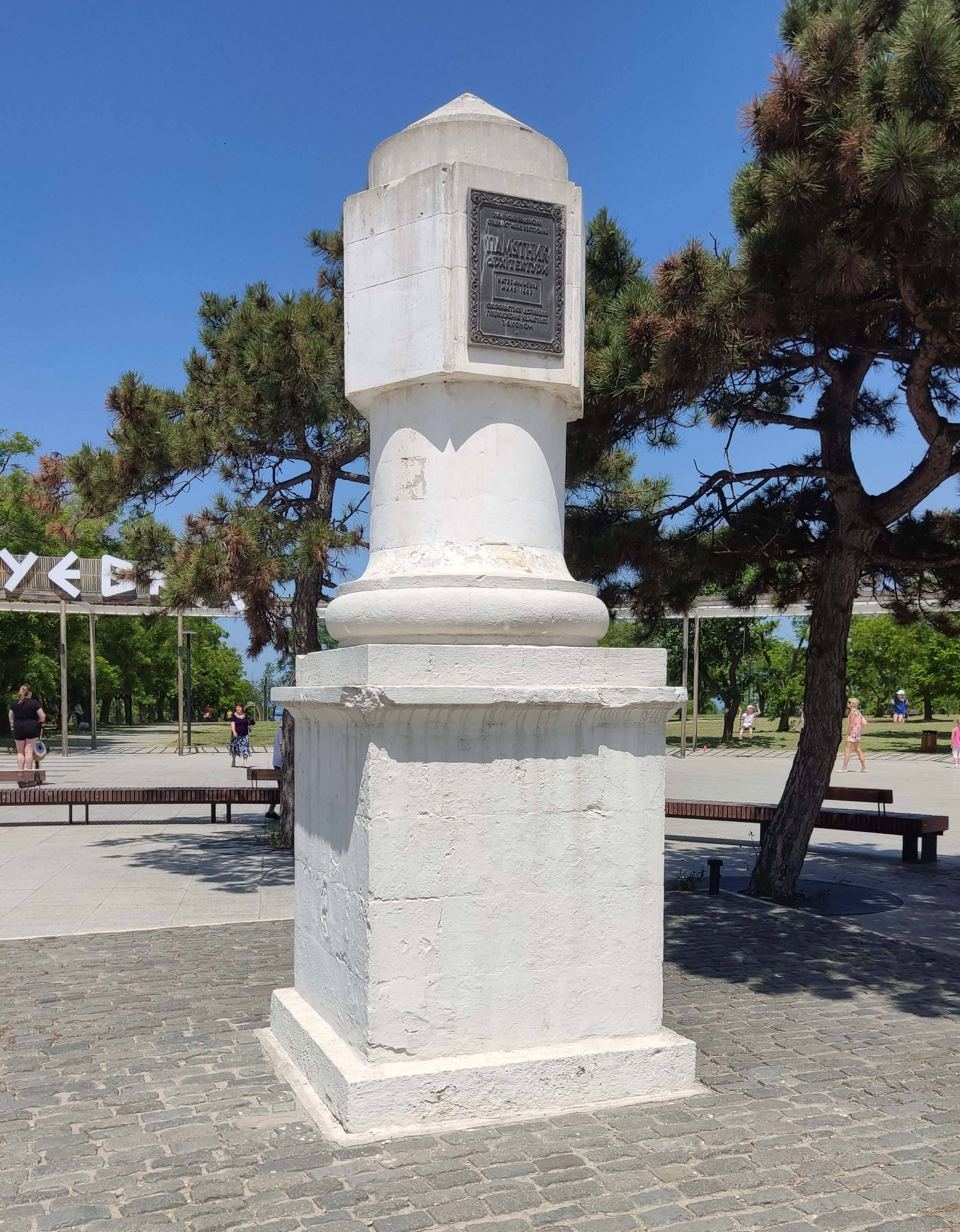
Екатерининская Миля в Учкуевке.

В 1860-х годах, после земской реформы Александра II, деревня осталась в составе преобразованной Дуванкойской волости. Согласно «Списку населённых мест Таврической губернии по сведениям 1864 года», составленному по результатам VIII ревизии 1864 года, Учкую (или Учкуевка) — владельческая дача с 1 двором и 11 жителями на берегу Чернаго моря. На трёхверстовой карте Шуберта 1865—1876 года на месте деревни обозначен хутор Шишкова, а на верстовой карте 1886 года в Учкуевке обозначен 1 двор с русским населением. В «Памятной книге Таврической губернии 1889 года» не значится.
После земской реформы 1890-х годов деревня осталась в составе преобразованной Дуванкойской волости. Согласно «…Памятной книжке Таврической губернии на 1892 год», в деревне Уч-Кую, входившей в Дуванкойское сельское общество, числилось 117 жителей в 18 домохозяйствах, все безземельные. По «…Памятной книжке Таврической губернии на 1902 год» деревня Учкуй числилась в волости для счёта и записана разорённой. В Статистическом справочнике Таврической губернии 1915 года в Дуванкойской волости Симферопольского уезда деревня Уч-Кую не числится, но перечислены приписанные к Узкуи хутор А. А. Готкова, имение Б. Ф. Шталь, 2 земелных участка Военного ведомства, экономия графа Мордвинова и 12 частных садов, все без населения.
После установления в Крыму Советской власти, по постановлению Крымревкома от 8 января 1921 года была упразднена волостная система и село вошло в состав Севастопольского уезда. Есть сведения, что в декабре 1921 года, в составе Севастопольского округа, был образован Любимовский район (по другим источникам — район был образован постановлением Крымского ЦИК и СНК 4 апреля 1922 года, да и уезды получили название округов в 1922 году), куда, несомненно, входила Учкуевка. 11 октября 1923 года, согласно постановлению ВЦИК, в административное деление Крымской АССР были внесены изменения, в результате которых был ликвидирован Любимовский и создан Севастопольский район и село включили в его состав. Согласно Списку населённых пунктов Крымской АССР по Всесоюзной переписи 17 декабря 1926 года, в селе Учкуевка, Бартеньевского сельсовета Севастопольского района, числилось 14 дворов, из них 7 крестьянских, население составляло 39 человек (20 мужчин и 19 женщин). В национальном отношении учтено 37 русских, 1 эстонец, 1 записан в графе «прочие». 15 сентября 1930 года, постановлением Крымского ЦИК, было проведено новое районирование и создан Балаклавский татарский национальный район, куда вошла и Учкуевка. В свете постановления ВЦИК от 30 октября 1930 года «О реорганизации сети районов Крымской АССР», в связи с ликвидацией округов (СУ, 1930, N 41, ст. 493), селение Севастопольского района Учкуевку включили в состав города. На 1935 год в посёлке действовало хозяйство артели «Согласие».
22 июня 2024 года во время российского вторжения в Украину в районе городского пляжа Учкуевки была сбита снаряженная кассетным зарядом ракета ATACMS Вооружённых сил Украины в результате чего получили ранения 151 человек и погибло 4. 

### Динамика численности населения
| - 1805 год — 110 чел. - 1864 год — 11 чел. - 1892 год — 117 чел. | - 1902 год — 0 чел. - 1915 год — 0 чел. - 1926 год — 39 чел. |